# لجنة الممثلين الدائمين
لجنة الممثلين الدائمين (بالفرنسية: Comité des Représentants Permanents)‏ المعروفة اختصاراً بـ COREPER هي لجنة تتكون من رئيس بعثة أو نائبه من الدول الأعضاء في الاتحاد الأوروبي إلى بروكسل.
الدور المحدد الذي تلعبه لجنة الممثلين الدائمين هو إعداد جدول أعمال اجتماعات المجلس الوزاري للاتحاد الأوروبي؛ كما يجوز له أيضاً اتخاذ بعض القرارات الإجرائية. وهي تشرف وتنسق عمل نحو 250 لجنة وفريق عمل مكون من موظفين مدنيين من الدول الأعضاء يعملون على قضايا على المستوى الفني ليتم مناقشتها لاحقا من قبل اللجنة والمجلس.
تترأس رئاسة مجلس الاتحاد الأوروبي لجنة الممثلين الدائمين.

## التنظيم والمهام
تحدد المادة 240 من معاهدة عمل الاتحاد الأوروبي الأساس القانوني للجنة الممثلين الدائمين.
هناك في الواقع لجنتان داخل لجنة الممثلين الدائمين:
- تتألف اللجنة الأولى من نواب رؤساء البعثات وتتعامل إلى حد كبير مع القضايا الاجتماعية والاقتصادية؛[2]
- يتألف اللجنة الثانية من رؤساء البعثات (السفير فوق العادة والمفوض) وتتعامل إلى حد كبير مع القضايا السياسية والمالية والسياسة الخارجية.[3]

تقوم اللجنة الأولى، التي يضم نواب الممثلين الدائمين، بالتحضيرات لتشكيلات المجلس التالية:
- التوظيف والسياسة الاجتماعية والصحة وشؤون المستهلك
- التنافسية (السوق الداخلية والصناعة والبحث والفضاء والسياحة)
- النقل والاتصالات والطاقة
- الزراعة وصيد الأسماك
- البيئة
- التعليم والشباب والثقافة والرياضة (بما في ذلك الوسائل السمعية والبصرية)

تقوم اللجنة الثانية، التي تضم الممثلين الدائمين، بالتحضيرات لباقي تشكيلات المجلس وهي:
- الشؤون العامة
- الشؤون الخارجية (بما في ذلك سياسة الأمن والدفاع الأوروبية والتعاون الإنمائي)
- الشؤون الاقتصادية والمالية (بما في ذلك الميزانية)
- العدل والشؤون الداخلية (بما في ذلك الحماية المدنية)

كما يحضر الاجتماعات ممثلون عن الأمانة العامة للمجلس من المديريات المعنية والمديرية القانونية.
ويتم التحضير لاجتماعات كل اللجنتين الأولى والثانية قبل مجموعتين أخريين من الدبلوماسيين رفيعي المستوى.
تعقد اجتماعات أسبوعية مغلقة، ويتم تقسيم جدول أعمال الاجتماع إلى جزئين الأأول هو البنود المجدولة دون نقاش والثاني هو البنود المقرر مناقشتها.
ويتم تقيسم جدول الأعمال الوزاري إلى ثلاث فئات:
- نقاط هي للعلم فقط ولا تحتاج إلى قرار وزاري
- نقاط يمكن اتخاذ القرار بشأنها دون مناقشة (ولكن يجب إبعادها عن جدول أعمال هذا الاجتماع إذا عارض أي وفد وطني اتخاذ القرار بشأنها) وغالبًا ما تكون حول موضوع خارج المسؤولية التفصيلية للمجموعة المعينة من الوزراء
- نقاط يكون هناك حاجة للمناقشة وقد لا يكون القرار معروفًا مسبقًا.